# سیاست در آرژانتین
چارچوب سیاسی آرژانتین یک جمهوری فدرال با نمایندگان مردمی دموکراتیک پارلمانی است که در آن رئیس‌جمهور، هم رئیس کشور و هم رئیس دولت بوده و فعالیت وی توسط نظام چند حزبی جمع گرا تکمیل می‌شود.
رئیس‌جمهور فعلی آرژانتین (۲۰۲۳) خاویر میلئی می‌باشد.

## قوای سیاسی نظام

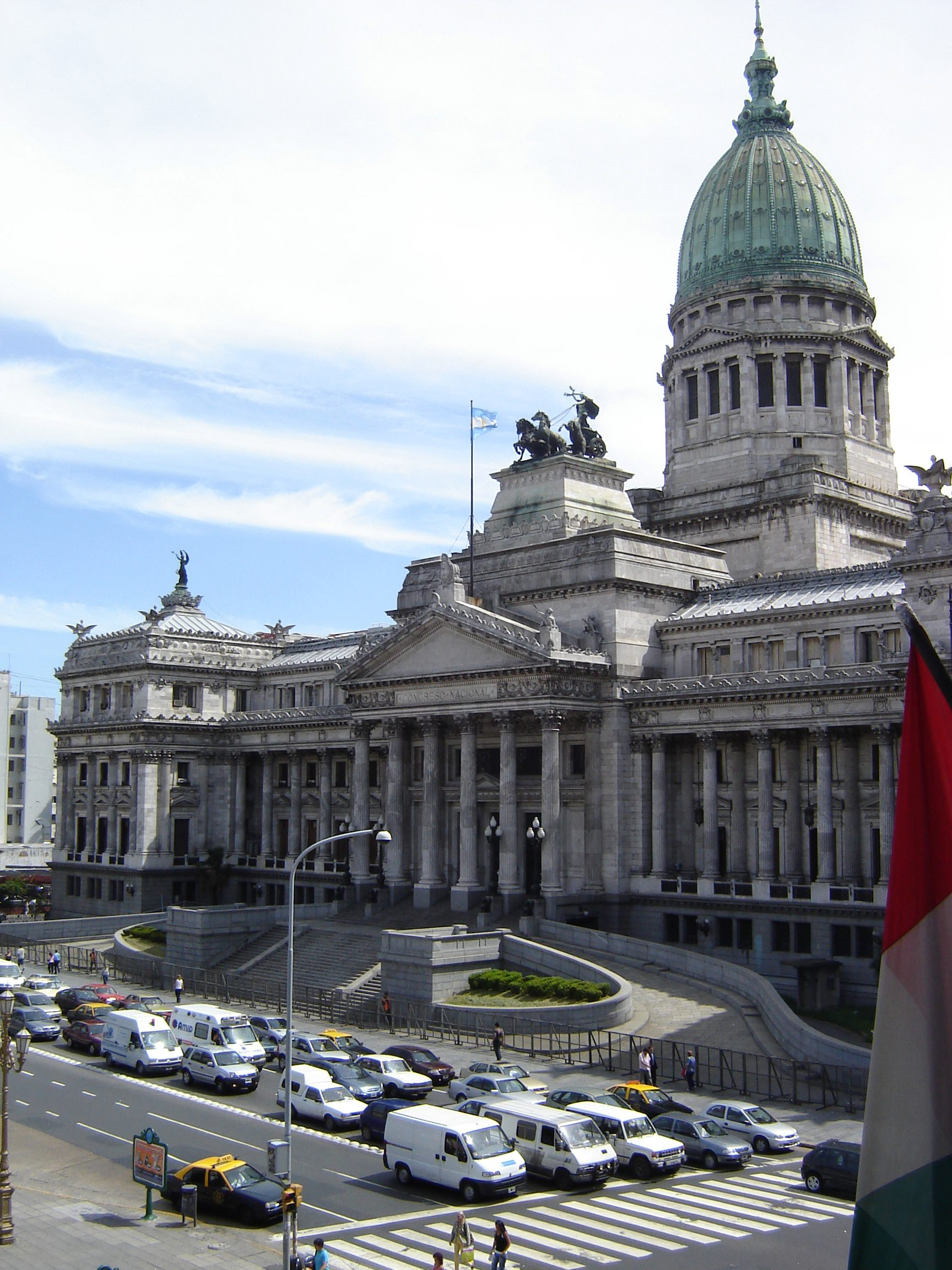
مجلس نمایندگان آرژانتین

قانون اساسی ۱۸۵۳ آرژانتین تفکیک قوا را به صورت شاخه‌های مجریه، مقننه، و قضایی در سطح ملی و استانی اعمال نموده‌است.

### قوه اجرایی
قوه مجریه در اختیار رئیس‌جمهور و کابینه اش قرار دارد. رئیس‌جمهور و معاون وی به‌طور مستقیم برای یک دوره ۴ ساله انتخاب می‌شوند، که به دو دوره متوالی محدود شده‌است، و کابینه از سوی رئیس‌جمهور منصوب می‌گردند.

### قوه قانونگذاری
قوه مقننه در اختیار دو مجلس کنگره ملی یا (" کنگره ملی آرژانتین| کنگره ناسیونال") بوده که شامل یک سنا "سنادو" با ۷۲ کرسی، و مجمع نمایندگان ("کامرا د دیپوتادوس") متشکل از ۲۵۷ عضو می‌باشد.
سناتورهابرای دوره ۶ ساله انتخاب می‌شوند با توجه به این که یک سوم آن‌ها برای انتخابات مجدد در هر ۲ سال باقی می‌مانند. اعضای مجمع نمایندگان به‌طور مستقیم برای یک دوره ۴ ساله از طریق یک سیستم نمایندگی تناسبی انتخاب می‌شوند که نیمی از اعضاء مجلس پایین دست برای مدت ۲ سال برگزیده می‌شوند. یک سوم نامزدهای ارائه شده از سوی هر حزب باید زنان باشند.

### قوه قضایی
قوه قضائیه از قوای مجریه و مقنه مستقل است. دادگاه عالی عدالت آرژانتین دارای ۹ عضو است که از سوی رئیس‌جمهور با مشور با سنا منصوب می‌شوند. باقی قضات از سوی مجمع دادستانی کشور منصوب می‌شوند، دبیرخانه‌ای متشکل از نمایندگان قضات، وکلاء، کنگره، و قوه مجریه.

## روابط خارجه

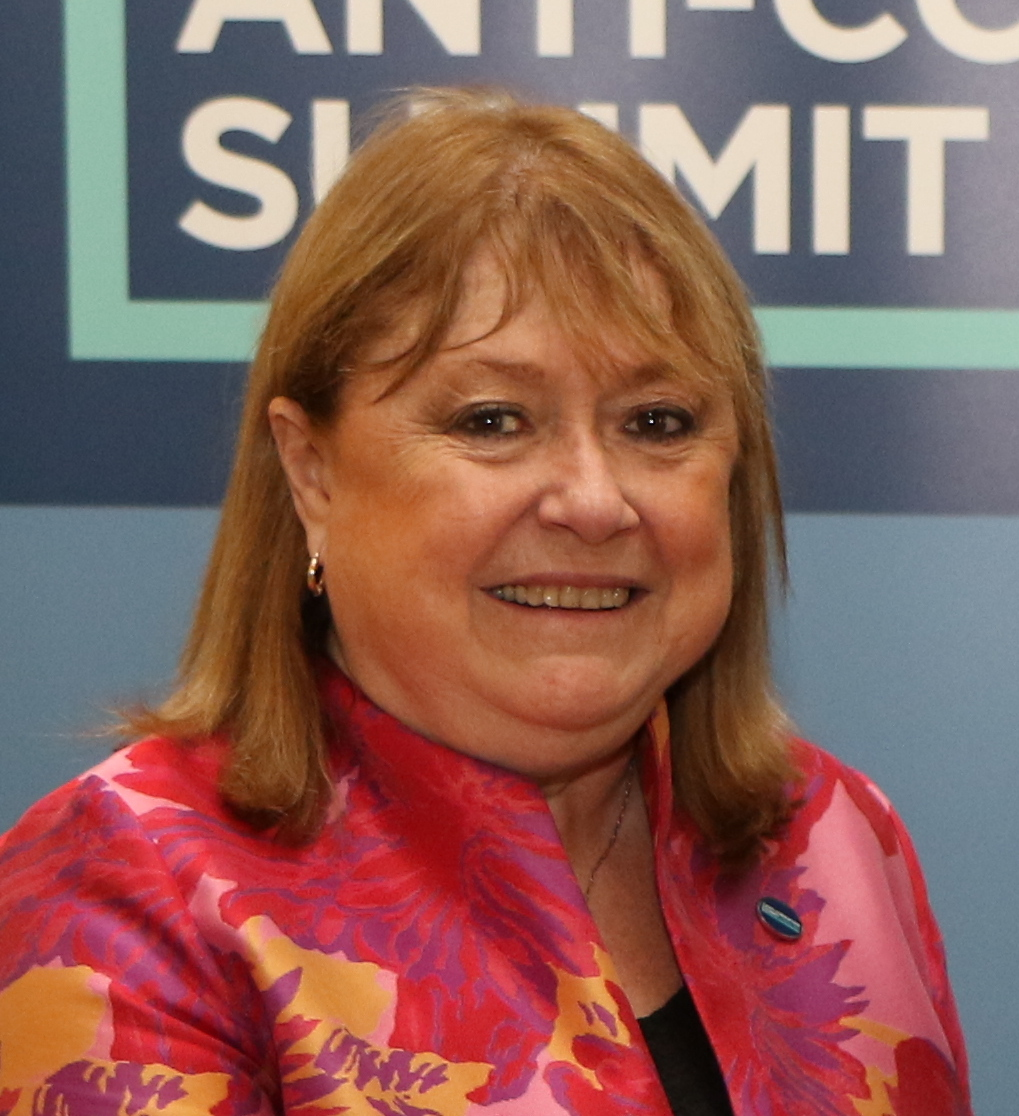
سوزانا مالکورا وزیر امور خارجه آرژانتین

آرژانتین از اعضای مرکوسور است که یک بلوک بین‌المللی بوده که دارای برخی عملکردهای قانونی فراملیتی می‌باشد. مرکوسور متشکل از پنج عضو اصلی (دائمی) می‌باشد: آرژانتین، برزیل، پاراگوئه، اروگوئه، و ونزوئلا. مرکوسور دارای پنج عضو کمکی فاقد حقوق رای دادن (مؤثر) است: بولیوی، شیلی، کلمبیا، اکوادور،...
آرژانتین تنها کشور از آمریکای لاتین بود که در جنگ خلیج فارس تحت ریاست سازمان ملل شرکت نمود و درتمامی مراحل عملیات حفظ دموکراسی در هائیتی نیز حضور داشت. این کشورهمچنین به عملیات‌های گسترش صلح در جهان کمک نموده‌است، از جمله در السالوادور- هندوراس- نیکاراگوئه، گوآتمالا، اکوادور- پرو، صحرای غربی، آنگولا، کویت، قبرس، کرواسی، کوزوو، بوسنی و هرزگوین و تیمور شرقی. با به رسمیت شناختن مساعدتهای این کشور برای امنیت بین‌المللی، در ژانویه ۱۹۹۸، رئیس‌جمهور آمریکا، بیل کلینتون، آرژانتین را به عنوان متحد اصلی غیرعضو ناتو برای آن معرفی نمود. در سال۲۰۰۵، این کشور به عنوان یک عضو موقت شورای امنیت سازمان ملل انتخاب شد.
در سال ۲۰۰۵، در روزهای ۴ نوامبرو ۵ نوامبر، شهر آرژانتینی ماردل پلاتا میزبان اجلاس چهارم کشورهای آمریکایی بود. این همایش با اعتراضات تعدادی از مخالفین ضد آمریکا مواجه شد. در سال ۲۰۰۶، در مقایسه با دوران طی دهه ۱۹۹۰، آرژانتین بر مرکوسور به عنوان اولین اولویت بین‌المللی خود تأکید کرده‌است، وبطور شدیدتری به روابط خود با آمریکا وابسته‌است.
آرژانتین مدت زیادی است که مدعی حاکمیت بر جزایر فالکلند/ مالویناس، جزایر شتلند جنوبی، جزایر ساندویچ جنوبی و تقریباً ۱ میلیون کیلومتر مربع از سرزمین قاره جنوبگان، بین نصف النهارهای w° ۲۵ و w°۷۴ و مدار موازی s°۶۰ بوده‌است. این قاچ از قاره مزبور به عنوان جنوبگان آرژانتین شناخته می‌شود که آرژانتین آن را بخشی از سرزمین ملی خود می‌داند. بیش از یک قرن، آرژانتین در پایگاه اورکاداس حضور داشته‌است.
آرژانتین یکی ازصاحب امتیازان بنیانگذار و عضو مشاور دائمی سیستم پیمان جنوبگان و دبیرخانه پیمان جنوبگان است که در بوینس آیرس مستقر است.